# Тюря
Тю́ря — холодный хлебный суп из кусочков хлеба, сухарей или корок, покрошенных в воду, квас, простоквашу или молоко, как правило, сдобренные небольшим количеством постного (растительного) масла, соли и сахара. Хлебная окрошка, иногда с луком. Детская тюрка готовится из белого хлеба в молоке, иногда — с водой и сахаром. Так же могли называть хлебное крошево во щах.
Традиционное блюдо русской и белорусской кухонь.

## Синонимы и этимология
У блюда существовало множество синонимов как общерусских, так и местных: тюра, тюрка, тю́бка, тю́пка, тюрька, мурцовка, мура, рули, кавардачок.
В случае, если хлеб добавляется в виде сухарей, часто называется сухарницей.
В Тульской губернии тюрю из хлеба, лука, кваса и постного масла называли ува́нчики.
Из русского языка слово «тюря» проникло в белорусский (бел. цура́, цю́ра, наряду с иными синонимами — мурцоўка, рулі, мочёнки, мочёунки) языки.
«Мурцовка» произошло от французского morceaux «кусочки».
«Мура» — от финского muru «крошка».
Слово «рули» неясного происхождения.

## История и описание
Тюря очень проста в приготовлении и вплоть до XIX века тюря была каждодневным блюдом в деревенских семьях и считалась пищей бедняков. Основными компонентами являются хлеб и квас. К ним могли добавлять мелконарезанные или мелконатёртые овощи, по которым и давалось название — тюря с луком, тюря с редькой, тюря с хреном. Блюдо солилось и иногда могли добавить растительного масла.
Были и сладкие тюри. В некоторых районах Смоленской, Воронежской и Белгородской областях тюрю (мурцовку) делали из подслащенной сахаром, вареньем или фруктовым сиропом воды и кусочков хлеба.
Молочные тюри делались из простокваши, куда добавляли отварной картофель, лук, чеснок. Для детской тюри в молоко крошили хлеб, могли добавить сахар.
Употребляется сразу по приготовлении, впрок тюрю не готовят. Тюря служит своего рода жидкой закуской, готовится обычно летом, в жаркие дни.
Это дешёвая, быстрая (готовится без помощи огня), простая, хотя и калорийная пища, самое распространённое и безыскусное старинное блюдо для поста.
Вариантом тюри является мурцовка (марсовка, марцовка, мура, тюпа). Её так же, как и тюрю, готовят на квасу, воде или разведённом в воде молоке. В рецептах указывается, что в неё кладут куски мелко порезанного хлеба и лука или редьки, иногда добавляют толокно, растительное масло, крапиву, мелкую рыбу или яйца. Слова «мурцовка», «мура» имеют общерусский ареал. В переносном значении слово «мурцовка» означало горе, несчастье; «хлебнуть мурцовки» — познать горе, хватить лиха.

## Упоминания в литературе и фольклоре
Вероятно самым известным упоминанием слова «тюря» в литературе является фрагмент поэмы Николая Некрасова «Кому на Руси жить хорошо»:
«Кушай тюрю, Яша!

Молочка-то нет!»

— Где ж коровка наша?

«Увели, мой свет!

Барин для приплоду

Взял её домой».

Славно жить народу

На Руси святой!
Впоследствии первое четверостишие вошло в фольклор и нередко перефразируется (например, «Кушай, детка, тюрю…»).
В романе Л. Н. Толстого «Анна Каренина»: «Старик накрошил в чашку хлеба, размял его стеблем ложки, налил воды из брусницы, ещё разрезал хлеба и, посыпав солью, стал на восток молиться.

— Ну-ка, барин, моей тюрьки, — сказал он, присаживаясь на колени перед чашкой.
Тюрька была так вкусна, что Левин раздумал ехать домой обедать».
В рассказе Леонида Андреева «Баргамот и Гараська»: «Жена нынче совсем не дала ему обедать. Так, только тюри пришлось похлебать. Большой живот настоятельно требовал пищи, а разговляться-то когда ещё!».
В рассказе Чехова А. П. «Моя жизнь (Рассказ провинциала)»: «Папа иногда ест и тюрю с квасом, — сказала она. — Забава, прихоть!»
В повести Николая Дубова «Жёсткая проба»: «Вадим Васильевич отрезал несколько ломтей ржаного хлеба, изломал их крупными кусками, нарезал лук и сложил всё в миску, посолил, полил водой, добавил немного постного масла и перемешал.

— Вот держи этот инструмент, — протянул он Алексею ложку, — и считай, что ты цивилизованнее Александра Македонского и даже Аристотеля, потому что они орудовали пальцами… Итак, что есть перед нами? Мурцовка, она же — тюря, она же — опора отечества… Ну как?

— Вкусно! — набитым ртом ответил Алексей.

— То-то! Харч богов!.. Будь богом, уминай этот харч, но помни: есть тюрю можно, самому быть тюрей не следует…»

В повести Барышева Михаила Ивановича «Листья на скалах»: «Темноголовые подберезовики были рассыпаны среди кустов. Их росло много, и можно было выбирать те, что поменьше, с тугими шляпками. Чем моложе гриб, тем меньше горчит. Из таких грибков с брусникой они сделают тюрю. Соль у них ещё осталась. Не очень, конечно, вкусная еда эта тюря, но есть можно…».
В «Песне казака Плахты» тюря описывается как обычная еда запорожского казака в начале XVII века.